# Gustaf Harald Stenbock
Gustaf Harald  Stenbock, född 18 oktober 1764 i Fasterna församling, död 17 januari 1833 i Solberga församling, Malmöhus län, var en svensk greve och militär.

## Biografi
Gustaf Harald Stenbock föddes 1764 på Rånäs i Fasterna församling. Han var son till Arvid Nils Stenbock och Eva Charlotta Strömfelt. Stenbock blev 23 juni 1768 sergeant vid Östgöta infanteriregemente, 24 april 1769 sergeant vid Änkedrottningens livregemente, 23 augusti 1772 sergeant vid kungens eget valda regemente, 2 januari 1775 kvartermästare vid Östgöta kavalleriregemente, 6 juni 1777 kornett vid Östgöta kavalleriregemente och 12 april 1780 kornett vid Lätta livdragonregementet. Han blev 19 oktober 1783 kavaljer hos prinsessan Sofia Albertina och blev 18 april 1785 stallmästare och löjtnant vid Lätta livdragonregementet, med avsked 26 februari 1789. Stenbock blev senare förste stallmästare hos prinsessan och utnämndes 25 augusti 1803 till riddare av Nordstjärneorden. Han avled 1833 på Torsjö i Solberga socken.

### Familj
Stenbock gifte sig 25 april 1799 i Stockholm med överhovmästarinnan Lolotte Forssberg (1766–1840), adoptivdotter till assistenten vid politiekollegium i Stockholm Erik Forssberg och Hedvig Charlotta d'Orchimont. De fick tillsammans kammarherren Albert Stenbock (1800–1871).